# Pileflebite
La pileflebite è un'infiammazione della vena porta.

## Eziopatogenesi
La causa più frequente è rappresentata da disordini ematologici, al primo posto da deficit della proteina C e S.
In buona parte dei casi rappresenta una complicanza di un'infezione peritoneale a carico degli organi del distretto splancnico addomino-pelvico che da essa sono drenati. Le infezioni più frequentemente coinvolte sono la diverticolite e l'appendicite.
Dalla sede primitiva, l'infezione può propagarsi alle vene drenanti, alle radici della vena porta, fino alla vena porta stessa. Come in tutte le flebiti, l'infiammazione della parete può innescare una trombosi (trombopileflebite) di vario grado, con rischio di occlusione.
Dalla vena porta l'infezione può estendersi al fegato, ove si possono instaurare ascessi.

## Sintomatologia
La trombosi comporta un rapido aumento della pressione nella vena porta, con ipertensione portale. Le manifestazioni di quest'ultima sono dolore addominale, emorragie gastrointestinali da rottura di varici esofagee, ascite massiva, splenomegalia.
È inoltre sempre presente una profonda congestione a livello gastroenterico, per diretto effetto dell'occlusione trombotica. Sono inoltre presenti i sintomi generali legati all'infezione di base (febbre, inappetenza, malessere generale).

## Prognosi
La gravità dei sintomi e il decorso della malattia dipendono, in acuto, dall'entità dell'occlusione legata al trombo e dalla rapidità dell'instaurarsi di circoli collaterali. Il grave stato di congestione ascitica, e il rischio di emorragia gastrointestinale possono comportare una rapida evoluzione verso l'exitus, se non ci si giova rapidamente di terapia anticoagulante.

## Terapia
La terapia si avvale di anticoagulanti per la risoluzione e la prevenzione della trombosi, e di antibiotici per l'infezione.